# Vazelonklooster

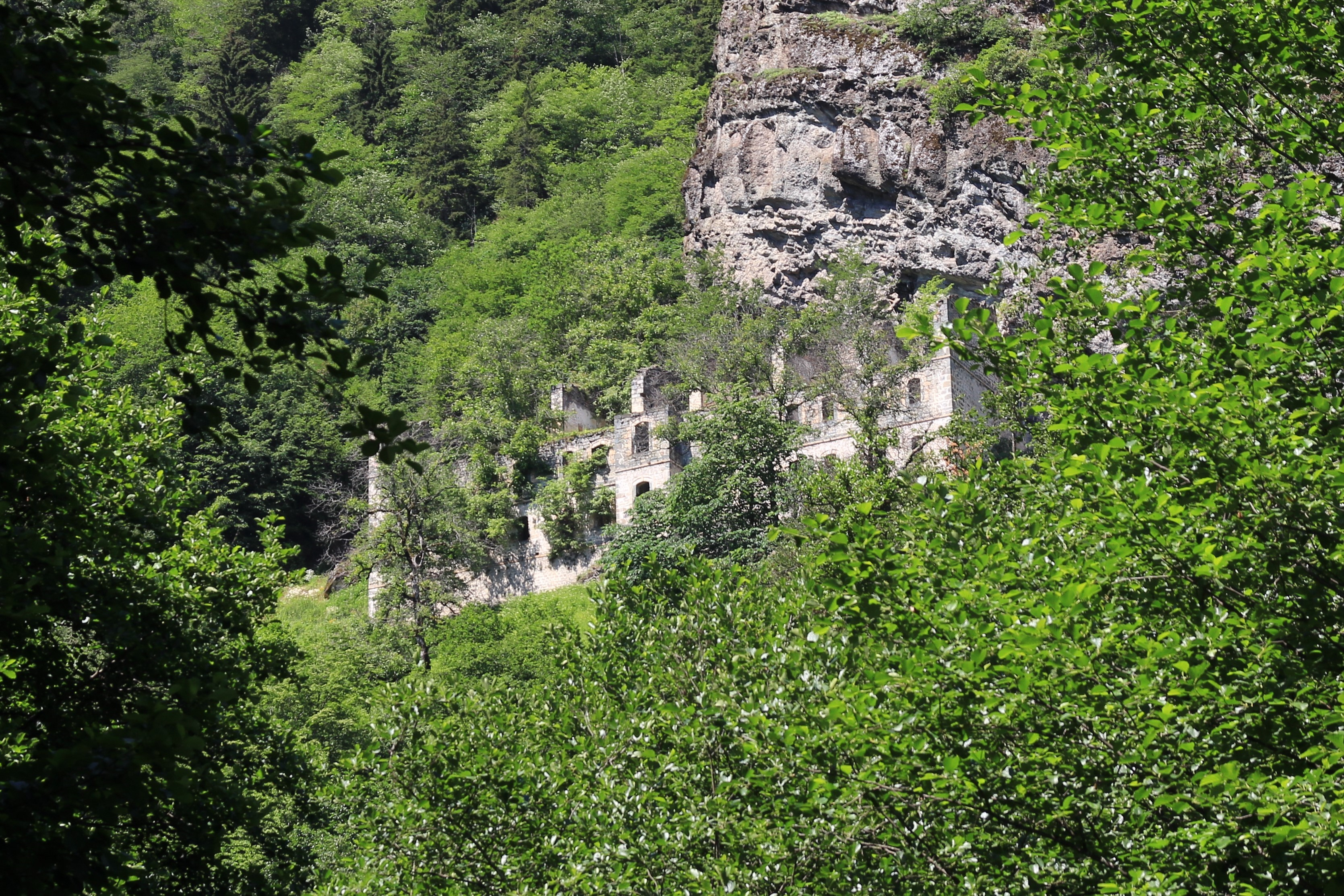
Vazelonklooster

Het Vazelonklooster (Turks: Vazalon Manastırı) is een van meerdere Grieks-orthodoxe kloosters ten zuiden van de stad Trabzon, in het Maçka district in het noordoosten van Turkije. Het klooster, gewijd aan Johannes de Doper, ligt in een rotswand in het Ziganagebergte, deel van het Pontisch Gebergte. Het is een van de oudste christelijke kloosters in de wereld en werd gebouwd in 270 na Christus.
De eerste aanpassing van het gebouw vond plaats in opdracht van keizer Justitianus in 565 en het gebouw heeft daarna vele renovaties ondergaan. De winst die het klooster behaalde door de pacht van vruchtbare weidegronden maakte het Vazelonklooster tot de rijkste in de Zagnos-vallei. Met het geld werden andere kloosters en kerken gebouwd in de regio, waaronder het Sümelaklooster. Het klooster werd meerdere malen geruïneerd door Perzen en Turken. De huidige restanten stammen voornamelijk uit de 15e eeuw. Sinds de Turks-Griekse bevolkingsuitwisseling in 1923 is het klooster volledig verlaten.
Hoewel geruïneerd behoudt het klooster zijn pittoreske uitstraling door de intacte voorgevel en de ligging in een steile rotswand. Vlak bij het klooster staan 3 kapellen, waarvan de Johanneskapel, in opdracht van keizer Manuel III van Trebizonde gebouwd in 1410, nog zeer fraaie fresco's heeft behouden.